# برايان رينولدز مايرز
برايان رينولدز مايرز (بالإنجليزية: Brian Reynolds Myers)‏ هو صحفي وعالم سياسة أمريكي، ولد في 1963 في نيوجيرسي في الولايات المتحدة.

## وصلات خارجية
- الموقع الرسمي